# Clubiona irinae
Clubiona irinae är en spindelart som beskrevs av Mikhailov 1991. Clubiona irinae ingår i släktet Clubiona och familjen säckspindlar. Inga underarter finns listade i Catalogue of Life.